# Asthenoptycha iriodes
Espèce
Asthenoptycha iriodes est une espèce de lépidoptères (papillons) de la famille des Tortricidae. On la trouve en Australie.

## Description
Ce lépidoptère se nourrit de feuilles mortes.
Les femelles ont des antennes et une têtes de couleur noire. Les ailes de ce papillons arborent un motif de couleur noir, gris, blanc cassé et de diverses nuances de brun.

## Répartition
On retrouve notamment cette espèce de lépidoptère dans l'état de Victoria, ainsi que dans celui de Nouvelle-Galles du Sud, en Australie.